# Ardiansyah Putra
Ardiansyah Putra (* 20. Juni 1989) ist ein indonesischer Badmintonspieler. 

## Karriere
Ardiansyah Putra gewann bei den indonesischen Nationalspielen 2008 Bronze mit dem Team von Jawa Barat. 2010 siegte er im Herrendoppel bei den Austrian International (gemeinsam mit Viki Indra Okvana). Im gleichen Jahr wurde er Dritter bei den Indonesia International im Doppel mit Rohanda Agung und im Mixed mit Devi Tika Permatasari. Auch 2011 belegte er dort Rang drei im Mixed mit Permatasari.